# NGC 2572
NGC 2572 is een spiraalvormig sterrenstelsel in het sterrenbeeld Kreeft. Het hemelobject werd op 2 februari 1877 ontdekt door de Franse astronoom Édouard Jean-Marie Stephan.

## Synoniemen
- UGC 4355
- MCG 3-22-4
- ZWG 89.7
- ARAK 161
- PGC 23441